# チュウォン
チュウォン（주원、1987年9月30日 - ）は、大韓民国の俳優。本名はムン・ジュヌォン（문준원）、ソウル出身。

## 経歴
成均館大学校演技芸術学科卒業。2006年に5人組歌手グループ「プリーズ」で歌手デビューしたが脱退。その後、ミュージカルで俳優デビューした。2010年、テレビドラマ初出演作『製パン王 キム・タック』が58.1%の視聴率を記録し、その後に出演した「烏鵲橋（オジャッキョ）の兄弟たち」が36.3%、「カクシタル」が22.9%の高視聴率を記録したことから「視聴率王子」の異名をとるようになる。2015年にSBSで放送された「ヨンパリ」（용팔이）でこの年のSBS演技大賞で大賞を受賞。

## テレビドラマ
- 製パン王 キム・タック（2010年、KBS） - ク・マジュン（ソ・テジョ）役
- 烏鵲橋の兄弟たち（朝鮮語版）（2011年、KBS） - ファン・テヒ役
- カクシタル（2012年、KBS）- イ・ガント役
- 7級公務員（2013年、MBC） - ハン・ギルロ役
- グッド・ドクター（2013年、KBS2） - パク・シオン役
- のだめカンタービレ〜ネイル カンタービレ（2014年、KBS2） - チャ・ユジン役
- ヨンパリ〜君に愛を届けたい〜（2015年、SBS） - キム・テヒョン（ヨンパリ）役
- 猟奇的な彼女（2017年、SBS） - キョン・ウ役
- アリス-運命のタイムトラベル-（2020年、SBS） - パク・ジンギョム役
- スティーラー：七つの朝鮮通宝（2023年、tvN） - ファン・デヨン役
- ザ・ミッドナイトスタジオ ～恋人は訳ありカメラマン～(2024年、ENA) - ソ・ギジュ役

## 映画
- 未確認動画（2011年）
- S.I.T.　特命殺人捜査班（2011年）
- ハート泥棒を捕まえろ!（朝鮮語版）(2013年)
- ファッションキング（朝鮮語版）（2014年）[2]
- あいつだ（朝鮮語版）（2015年） - ジャンウ 役[3]
- 夏有喬木 雅望天堂（朝鮮語版）（2016年） - 中韓合作[4]
- カーター（2022年）[5]
- 消防士 2001年、闘いの真実（2024年）[6]

## ミュージカル
- ALTARBOYZ（2007年）
- シングルス（2008年）
- グリース（2008年）
- Spring Awakening（2009年）
- シンサン男（朝鮮語版）（2009年）
- ゴースト（2014年）
- ゴースト（2020年）

## 音楽
- 撫子（映画「BUNGO〜ささやかな欲望〜」の主題歌）
- 私の愛（ドラマ「製パン王 キム・タック」OST）
- 愛そして愛（ドラマ「カクシタル」OST）
- 審判の日（ドラマ「カクシタル」OST）
- 恋をするとは思はなくて（ドラマ「7級公務員」OST）
- 消毒薬(Love Medicine) （ドラマ「グッド・ドクター」OST）
- 僕がもし（ドラマ「グッド・ドクター」OST）
- Innocente（ドラマ「のだめカンタービレ〜ネイル カンタービレ」OST）
- I Believe（ドラマ「猟奇的な彼女」OST）
- Love is...（2025年）

## 受賞歴
- 2011年 KBS演技大賞 男女新人演技賞
- 2011年第6回アジアモデル賞受賞「ニュースター賞」
- 2012年 第48回 百想芸術大賞 TV部門 男優新人演技賞
- 2012年 第11回KBS演技大賞「男女優秀演技賞（長編ドラマ部門）」
- 2012年 KBS演技大賞「男優人気賞」
- 2012年 KBS演技大賞「長編ドラマ部門男性優秀演技賞」
- 2013年 MBC演技大賞「ミニシリーズ部門優秀演技賞」
- 2013年 KBS演技大賞「放送３社ドラマPDが選ぶ演技者賞」
- 2013年 KBS演技大賞「ネチズン賞」
- 2013年 KBS演技大賞「男性最優秀演技賞」
- 2013年 KBS演技大賞「ベストカップル賞」
- 2014年 第26回韓国PD大賞「出演者賞」
- 2014年 KBS演技大賞「人気賞」
- 2015年 SBS演技大賞「ネチズン賞」
- 2015年 SBS演技大賞「ベストカップル賞」
- 2015年 SBS演技大賞「10代スター賞」
- 2015年 SBS演技大賞「演技大賞」
- 2020年 SBS演技大賞「プロデューサー賞」